# Stéphane Van Damme
Stéphane Van Damme, né en 1969, est un historien, chercheur et professeur français.

## Biographie
Diplômé de l'université Panthéon-Sorbonne et de l'EHESS, agrégé d'histoire, Stéphane Van Damme obtient son doctorat en 2000 sous la direction de Daniel Roche. Il réalisera son habilitation à diriger des recherches en 2010 à l'EHESS sous la direction de Roger Chartier. 
Il est recruté au CNRS en 2001 comme chargé de recherche au Centre Alexandre-Koyré. En 2003, il rejoint alors Oxford et la Maison Française pour prendre en charge le programme d'histoire des sciences et sera responsable d'un programme d'ANR sur les capitales scientifiques. Il décide alors de rester en Grandre-Bretagne et il est recruté à l'université de Warwick en 2007. Il y dirigera le Centre d'études du dix-huitième siècle avec Karen O'Brien. 
En 2009, il rejoint SciencesPo en tant que associate professor puis professeur d'histoire moderne et d'histoire des sciences au Centre d'histoire où il aura avec Romain Bertrand un séminaire de recherche intitulé "L'épreuve des Indes" de 2010 à 2013.
En 2013, il devient professeur d'histoire des sciences au département d'histoire et civilisation européenne de l'Institut universitaire européen basé à Florence, en Italie. Il y sera directeur des études doctorales. Il dirigera le programme Contesting Globalisms financé par le Research council qui se conclura en 2019 par un colloque "De-globalizing: a natural history".
En septembre 2020, il rejoint le Département d'Histoire de l'École normale supérieure de Paris en tant que professeur d'histoire moderne, où il dirige le master d’histoire transnationale et globale. En 2022, il crée avec Blaise Wilfert du département de sciences sociales le Centre Interdisciplinaire d'études européennes. Il est membre de l'Institut d'histoire moderne et contemporaine, unité mixte du CNRS.
Spécialiste d'histoire des sciences et des savoirs de l'époque moderne, il a travaillé sur l'émergence d'une culture scientifique européenne en s'intéressant aussi bien à la culture scolaire professorale à travers l'analyse d'un collège jésuite, à de grandes figures canoniques (Descartes, Linné), à des institutions de savoirs (académie de Lyon, Royal Society of Edinburgh, Society of Antiquaries), à des capitales scientifiques (Lyon, Paris, Londres, Edimbourg) qu'à des disciplines (philosophie, archéologie, histoire naturelle). Dans son dernier ouvrage Les voyageurs du doute, il a essayé d'approfondir l'analyse de la mobilité savante sceptique en connexion avec les empires. 
Il s'intéresse aussi à une histoire matérielle des sciences qui inclut aussi bien un changement d'échelles vers des sociétés non-européennes que la prise en compte des objets, artefacts, matériaux. Avec sa collègue Charlotte Guichard historienne de l'art, il édite un volume sur une "histoire globale et connectée des cultures antiquaires du XVIIIe siècle", intitulé Antiquités dépaysées et un dossier de la revue britannique History of Science sur l'archéologie avec William Carruthers.  
Fortement influencé par la nouvelle histoire des sciences, et en particulier par les travaux de Simon Schaffer qu'il a traduit, il reste attaché à une histoire sociale et culturelle des sciences qui doit maintenir des liens forts avec un questionnaire philosophique et épistémologique. 
Dans ses enseignements à l'ENS, il se rapproche des études environnementales en collaborant avec le CERES et Alessandra Gianini et co-animant un séminaire avec Hélène Blais sur une histoire environnementale des empires sur la longue durée.
D'un point de vue méthodologique, il défend une histoire science sociale et une pratique féconde de l'interdisciplinarité. En 2007, il édite avec l'historien Nicolas Offenstadt, l'anthropologue Elisabeth Claverie et le sociologue Luc Boltanski, un livre collectif sur les affaires et les grandes causes. En 2020, il a publié un manuel La Prose des savoirs dans lequel il propose une approche pragmatique des sciences et des savoirs. 
Dans son livre Seconde Nature paru en 2020, Stéphane Van Damme discute un rapprochement possible de l'histoire des sciences de l'époque moderne avec l'anthropologie de la nature de Philippe Descola de manière à nourrir une histoire globale des sciences et des savoirs par l'examen des circulations, confrontations et échanges avec d'autres cultures naturalistes non-européennes. 
En 2023, il publie Les Voyageurs du doute. L'invention d'un altermondialisme libertin aux Editions Fayard, dans la collection dirigée par Antoine Lilti. Il s'agit d'une tentative d'histoire globale des savants libertins français aux XVIIe et XVIIIe siècles.
Il a été médaille de bronze du CNRS en 2003.
Il est fellow du programme canadien Future Flourishing de la fondation CIFAR.
Il est chroniqueur dans le cahier Sciences et médecine du Monde.

## Publications
- Descartes : essai d'histoire culturelle d'une grandeur philosophique, Presses de Sciences Po, 2002.
- Paris, capitale philosophique : de la Fronde à la Révolution, Éditions Odile Jacob, 2005.
- Le temple de la sagesse : savoirs, écriture et sociabilité urbaine, Lyon, XVIIe-XVIIIe siècle[3], Éditions de l'École des hautes études en sciences sociales, 2005.
- Avec Nicolas Offenstadt, Luc Boltanski, Elisabeth Claverie (dir.), Affaires, scandales et grandes causes. De Socrate à Pinochet, Paris, Editions Stock, « Les essais », 2007.
- L'épreuve libertine : morale, soupçon et pouvoirs dans la France baroque[4], CNRS Éditions, 2008.
- Métropoles de papier : naissance de l'archéologie urbaine à Paris et à Londres, XVIIe-XXe siècle[5], Les Belles Lettres, 2012.
- À toutes voiles vers la vérité : une autre histoire de la philosophie au temps des Lumières[6],[7],[8], Éditions du Seuil, 2014.
- Avec Dominique Pestre (dir.), Histoire des sciences et des savoirs, vol. I dirigé par Stéphane Van Damme, De la Renaissance aux Lumières, Paris, Edition du Seuil, 2015. Traductions prévues en anglais, arabe, coréen et chinois (édition de poche en Points Seuil, 2019).
- Sciences en société de la Renaissance à nos jours[9], La Documentation française, 2017.
- Avec Hanna Hodacs, Kenneth Nyberg (dir.), Linnaeus, Natural History and the circulation of Knowledge, Oxford, Oxford University Studies in the Enlightenment, 2018.
- Avec Christophe Charle, Daniel Roche et al., Europe. Une Encyclopédie historique, Arles, Actes Sud, 2018.
- La Prose des savoirs. Pragmatique des mondes intellectuels, Strasbourg, Presses Universitaires de Strasbourg, 2020.
- Seconde Nature. Rematérialiser les sciences entre Bacon et Tocqueville[10], Les Presses du réel, 2020.
- Histoire dessinée de la France, Dans l’absolu. De Louis XIII à Louis XIV[11],[12], scénario de Stéphane Van Damme et dessin de Héloïse Chochois, La Revue dessinée/La Découverte, 2021.
- Avec Charlotte Guichard (dir.), Les Antiquités dépaysées. Une histoire globale des cultures antiquaires au XVIIIe siècle, Liverpool, Liverpool University Press, 2022.
- Les voyageurs du doute. L'invention d'un altermondialisme libertin (1620-1820), Paris, Fayard, 2023.